# Séries éliminatoires de la Coupe Stanley 1992
Année précédente Année suivante
Les séries éliminatoires de la Coupe Stanley 1992 font suite à la saison 1991-1992 de la Ligue nationale de hockey. Les Penguins de Pittsburgh, champions en titre, conservent le trophée en battant en finale les Blackhawks de Chicago sur le score de 4 matchs à 0.

## Arbre de qualification
|  | Quarts de finale d'association | Quarts de finale d'association | Quarts de finale d'association |   |                     | Demi-finales d'association | Demi-finales d'association | Demi-finales d'association |  |    | Finales d'association | Finales d'association | Finales d'association |  |    | Finale de la Coupe Stanley | Finale de la Coupe Stanley | Finale de la Coupe Stanley |
|  |                                |                                |                                |   |                     |                            |                            |                            |  |    |                       |                       |                       |  |    |                            |                            |                            |
|  | A1                             | Montréal                       | 4                              |   |                     |                            |                            |                            |  |    |                       |                       |                       |  |    |                            |                            |                            |
|  | A4                             | Hartford                       | 3                              |   |                     |                            |                            |                            |  |    |                       |                       |                       |  |    |                            |                            |                            |
|  | A4                             | Hartford                       | 3                              |   | A1                  | Montréal                   | 0                          |                            |  |    |                       |                       |                       |  |    |                            |                            |                            |
|  |                                |                                |                                |   | A1                  | Montréal                   | 0                          |                            |  |    |                       |                       |                       |  |    |                            |                            |                            |
|  |                                | A2                             | Boston                         | 4 |                     |                            |                            |                            |  |    |                       |                       |                       |  |    |                            |                            |                            |
|  | A3                             | A2                             | Boston                         | 4 | Buffalo             | 3                          |                            |                            |  |    |                       |                       |                       |  |    |                            |                            |                            |
|  | A3                             |                                |                                |   | Buffalo             | 3                          |                            |                            |  |    |                       |                       |                       |  |    |                            |                            |                            |
|  | A2                             | Boston                         | 4                              |   |                     |                            |                            |                            |  |    |                       |                       |                       |  |    |                            |                            |                            |
|  | A2                             | Boston                         | 4                              |   |                     |                            |                            |                            |  | A2 | Boston                | 0                     |                       |  |    |                            |                            |                            |
|  | Association Prince de Galles   |                                |                                |   |                     |                            |                            |                            |  | A2 | Boston                | 0                     |                       |  |    |                            |                            |                            |
|  |                                | P3                             | Pittsburgh                     | 4 |                     |                            |                            |                            |  |    |                       |                       |                       |  |    |                            |                            |                            |
|  | P1                             | P3                             | Pittsburgh                     | 4 | Rangers de New York | 4                          |                            |                            |  |    |                       |                       |                       |  |    |                            |                            |                            |
|  | P1                             |                                |                                |   | Rangers de New York | 4                          |                            |                            |  |    |                       |                       |                       |  |    |                            |                            |                            |
|  | P4                             | New Jersey                     | 3                              |   |                     |                            |                            |                            |  |    |                       |                       |                       |  |    |                            |                            |                            |
|  | P4                             | New Jersey                     | 3                              |   | P1                  | Rangers de New York        | 2                          |                            |  |    |                       |                       |                       |  |    |                            |                            |                            |
|  |                                |                                |                                |   | P1                  | Rangers de New York        | 2                          |                            |  |    |                       |                       |                       |  |    |                            |                            |                            |
|  |                                | P3                             | Pittsburgh                     | 4 |                     |                            |                            |                            |  |    |                       |                       |                       |  |    |                            |                            |                            |
|  | P3                             | P3                             | Pittsburgh                     | 4 | Pittsburgh          | 4                          |                            |                            |  |    |                       |                       |                       |  |    |                            |                            |                            |
|  | P3                             |                                |                                |   | Pittsburgh          | 4                          |                            |                            |  |    |                       |                       |                       |  |    |                            |                            |                            |
|  | P2                             | Washington                     | 3                              |   |                     |                            |                            |                            |  |    |                       |                       |                       |  |    |                            |                            |                            |
|  | P2                             | Washington                     | 3                              |   |                     |                            |                            |                            |  |    |                       |                       |                       |  | P3 | Pittsburgh                 | 4                          |                            |
|  |                                |                                |                                |   |                     |                            |                            |                            |  |    |                       |                       |                       |  | P3 | Pittsburgh                 | 4                          |                            |
|  |                                | N2                             | Chicago                        | 0 |                     |                            |                            |                            |  |    |                       |                       |                       |  |    |                            |                            |                            |
|  | N1                             | N2                             | Chicago                        | 0 | Détroit             | 4                          |                            |                            |  |    |                       |                       |                       |  |    |                            |                            |                            |
|  | N1                             |                                |                                |   | Détroit             | 4                          |                            |                            |  |    |                       |                       |                       |  |    |                            |                            |                            |
|  | N4                             | Minnesota                      | 3                              |   |                     |                            |                            |                            |  |    |                       |                       |                       |  |    |                            |                            |                            |
|  | N4                             | Minnesota                      | 3                              |   | N1                  | Détroit                    | 0                          |                            |  |    |                       |                       |                       |  |    |                            |                            |                            |
|  |                                |                                |                                |   | N1                  | Détroit                    | 0                          |                            |  |    |                       |                       |                       |  |    |                            |                            |                            |
|  |                                | N2                             | Chicago                        | 4 |                     |                            |                            |                            |  |    |                       |                       |                       |  |    |                            |                            |                            |
|  | N3                             | N2                             | Chicago                        | 4 | Saint-Louis         | 2                          |                            |                            |  |    |                       |                       |                       |  |    |                            |                            |                            |
|  | N3                             |                                |                                |   | Saint-Louis         | 2                          |                            |                            |  |    |                       |                       |                       |  |    |                            |                            |                            |
|  | N2                             | Chicago                        | 4                              |   |                     |                            |                            |                            |  |    |                       |                       |                       |  |    |                            |                            |                            |
|  | N2                             | Chicago                        | 4                              |   |                     |                            |                            |                            |  | N2 | Chicago               | 4                     |                       |  |    |                            |                            |                            |
|  | Association Campbell           |                                |                                |   |                     |                            |                            |                            |  | N2 | Chicago               | 4                     |                       |  |    |                            |                            |                            |
|  |                                | S3                             | Edmonton                       | 0 |                     |                            |                            |                            |  |    |                       |                       |                       |  |    |                            |                            |                            |
|  | S1                             | S3                             | Edmonton                       | 0 | Vancouver           | 4                          |                            |                            |  |    |                       |                       |                       |  |    |                            |                            |                            |
|  | S1                             |                                |                                |   | Vancouver           | 4                          |                            |                            |  |    |                       |                       |                       |  |    |                            |                            |                            |
|  | S4                             | Winnipeg                       | 3                              |   |                     |                            |                            |                            |  |    |                       |                       |                       |  |    |                            |                            |                            |
|  | S4                             | Winnipeg                       | 3                              |   | S1                  | Vancouver                  | 2                          |                            |  |    |                       |                       |                       |  |    |                            |                            |                            |
|  |                                |                                |                                |   | S1                  | Vancouver                  | 2                          |                            |  |    |                       |                       |                       |  |    |                            |                            |                            |
|  |                                | S3                             | Edmonton                       | 4 |                     |                            |                            |                            |  |    |                       |                       |                       |  |    |                            |                            |                            |
|  | S3                             | S3                             | Edmonton                       | 4 | Edmonton            | 4                          |                            |                            |  |    |                       |                       |                       |  |    |                            |                            |                            |
|  | S3                             |                                |                                |   | Edmonton            | 4                          |                            |                            |  |    |                       |                       |                       |  |    |                            |                            |                            |
|  | S2                             | Los Angeles                    | 2                              |   |                     |                            |                            |                            |  |    |                       |                       |                       |  |    |                            |                            |                            |

## Quarts de finale d'association

### Association Prince de Galles

#### Montréal contre Hartford
Montréal gagne la série 4-3.
| 19 avril | Canadiens de Montréal | 2-0 (1-0, 0-0, 1-0) | Whalers de Hartford | Forum de Montréal 16 624 spectateurs |

| Feuille de match | Feuille de match                                                                     | Feuille de match | Feuille de match | Feuille de match                        |
| ---------------- | ------------------------------------------------------------------------------------ | ---------------- | ---------------- | --------------------------------------- |
|                  | G. Dionne (M. Keane, D. Savard) — 16 min 18 s G. Dionne (B. Gilchrist) — 55 min 55 s | 1-0 2-0          | -                | Arbitrage : Hoggarth Broseker, Schachte |
| P. Roy           | Gardiens                                                                             | F. Pietrangelo   |                  | Arbitrage : Hoggarth Broseker, Schachte |
|                  |                                                                                      |                  |                  | Arbitrage : Hoggarth Broseker, Schachte |
| 30               | Tirs                                                                                 | 32               |                  | Arbitrage : Hoggarth Broseker, Schachte |

| 21 avril | Canadiens de Montréal | 5-2 (1-1, 3-1, 1-0) | Whalers de Hartford | Forum de Montréal 16 627 spectateurs |

| Feuille de match | Feuille de match | Feuille de match            | Feuille de match                                                                                | Feuille de match                     |
| ---------------- | --- | --------------------------- | ----------------------------------------------------------------------------------------------- | ------------------------------------ |
|                  | B. Gilchrist (D. Savard, É. Desjardins) — 2 min 46 s - B. Gilchrist (D. Savard, K. Muller) — 30 min 54 s K. Muller (M. Schneider, D. Savard) — 32 min 31 s (SN) - G. Carbonneau (P. Brisebois, D. Savard) — 35 min 42 s É. Desjardins — 59 min 45 s (SN + CV) | 1-0 1-1 2-1 3-1 3-2 4-2 5-2 | - J. Cullen (S. Konroyd, B. Shaw) — 7 min 16 s (SN) - R. Cunneyworth (P. Gillis) — 35 min 7 s - | Arbitrage : Shick Broseker, Schachte |
| P. Roy           | Gardiens | F. Pietrangelo              |                                                                                                 | Arbitrage : Shick Broseker, Schachte |
|                  | |                             |                                                                                                 | Arbitrage : Shick Broseker, Schachte |
| 28               | Tirs | 17                          |                                                                                                 | Arbitrage : Shick Broseker, Schachte |

| 23 avril | Whalers de Hartford | 5-2 (0-1, 3-0, 2-1) | Canadiens de Montréal | Hartford Civic Center 6 728 spectateurs |

| Feuille de match | Feuille de match | Feuille de match            | Feuille de match                                                                                        | Feuille de match                     |
| ---------------- | --- | --------------------------- | --- | ------------------------------------ |
|                  | - Z. Zalapski (M. Craven, T. Richards) — 24 min 29 s M. Craven (A. Cassels, D. Houda) — 30 min 19 s (IN) J. Cullen (P. Verbeek) — 39 min 9 s M. Craven (A. Cassels) — 42 min 38 s P. Poulin (P. Verbeek, Z. Zalapski) — 56 min 6 s (SN) - | 0-1 1-1 2-1 3-1 4-1 5-1 5-2 | P. Brisebois (K. Muller, S. Lebeau) — 17 min 52 s - S. Lebeau (G. Dionne, S. Corson) — 59 min 23 s (SN) | Arbitrage : McCreary Stickle, Mitton |
| F. Pietrangelo   | Gardiens | P. Roy                      | | Arbitrage : McCreary Stickle, Mitton |
|                  | |                             | | Arbitrage : McCreary Stickle, Mitton |
| 33               | Tirs | 34                          | | Arbitrage : McCreary Stickle, Mitton |

| 25 avril | Whalers de Hartford | 3-1 (1-0, 1-0, 1-1) | Canadiens de Montréal | Hartford Civic Center 10 071 spectateurs |

| Feuille de match | Feuille de match | Feuille de match | Feuille de match                                      | Feuille de match                   |
| ---------------- | --- | ---------------- | ----------------------------------------------------- | ---------------------------------- |
|                  | Y. Corriveau (M. Craven, A. Cassels) — 12 min 18 s R. Cunneyworth (Y. Corriveau) — 27 min 26 s (SN) - M. Craven (Y. Corriveau, T. Richards) — 59 min 41 s (CV) | 1-0 2-0 2-1 3-1  | - K. Muller (D. Savard, B. Gilchrist) — 47 min 28 s - | Arbitrage : Fraser Stickle, Mitton |
| F. Pietrangelo   | Gardiens | P. Roy           |                                                       | Arbitrage : Fraser Stickle, Mitton |
|                  | |                  |                                                       | Arbitrage : Fraser Stickle, Mitton |
| 36               | Tirs | 25               |                                                       | Arbitrage : Fraser Stickle, Mitton |

| 27 avril | Canadiens de Montréal | 7-4 (1-2, 4-1, 2-1) | Whalers de Hartford | Forum de Montréal 16 693 spectateurs |

| Feuille de match | Feuille de match | Feuille de match                            | Feuille de match | Feuille de match                        |
| ---------------- | --- | ------------------------------------------- | --- | --------------------------------------- |
|                  | - S. Turgeon (G. Carbonneau, P. Brisebois) — 19 min 47 s - K. Muller (D. Savard, É. Desjardins) — 35 min 1 s (IN) B. Skrudland (S. Corson, P. Brisebois) — 35 min 37 s K. Muller (JJ. Daigneault) — 37 min 41 s (SN) P. Brisebois (S. Corson) — 39 min 55 s J. LeClair (JJ. Daigneault) — 41 min 24 s - S. Corson (J. LeClair) — 52 min 19 s | 0-1 0-2 1-2 1-3 2-3 3-3 4-3 5-3 6-3 6-4 7-4 | R. Cunneyworth (M. Andersson, R. Ladouceur) — 4 min 3 s Y. Corriveau (J. Cullen, Z. Zalapski) — 12 min 42 s (SN) - A. Cassels ((M. Craven - T. Richards)) — 28 min 33 s (SN) - P. Poulin (Z. Zalapski) — 43 min - | Arbitrage : Gregson McCourt, Lazarowich |
| P. Roy           | Gardiens | F. Pietrangelo K. Whitmore                  | | Arbitrage : Gregson McCourt, Lazarowich |
|                  | |                                             | | Arbitrage : Gregson McCourt, Lazarowich |
| 34               | Tirs | 23                                          | | Arbitrage : Gregson McCourt, Lazarowich |

| 29 avril | Whalers de Hartford | 2-1 (0-0, 1-1, 0-0, 0-1) | Canadiens de Montréal | Hartford Civic Center 8 262 spectateurs |

| Feuille de match | Feuille de match                                                                             | Feuille de match | Feuille de match                                           | Feuille de match                     |
| ---------------- | -------------------------------------------------------------------------------------------- | ---------------- | ---------------------------------------------------------- | ------------------------------------ |
|                  | Z. Zalapski (M. Andersson, D. Houda) — 21 min 48 s - Y. Corriveau (A. Cassels) — 60 min 24 s | 1-0 1-1 2-1      | - D. Savard (M. Schneider, JJ. Daigneault) — 24 min 39 s - | Arbitrage : Marouelli Finn, Broseker |
| F. Pietrangelo   | Gardiens                                                                                     | P. Roy           |                                                            | Arbitrage : Marouelli Finn, Broseker |
|                  |                                                                                              |                  |                                                            | Arbitrage : Marouelli Finn, Broseker |
| 26               | Tirs                                                                                         | 43               |                                                            | Arbitrage : Marouelli Finn, Broseker |

| 1er mai | Canadiens de Montréal | 3-2 (2-0, 0-2, 0-0, 0-0, 1-0) | Whalers de Hartford | Forum de Montréal 17 718 spectateurs |

| Feuille de match, | Feuille de match,                                                                                                  | Feuille de match,   | Feuille de match,                                                             | Feuille de match,                   |
| ----------------- | --- | ------------------- | ----------------------------------------------------------------------------- | ----------------------------------- |
|                   | M. Schneider (D. Savard, B. Gilchrist) — 6 min 8 s G. Dionne (S. Lebeau) — 11 min 7 s - R. Courtnall — 85 min 26 s | 1-0 2-0 2-1 2-2 3-2 | - A. Cassels — 28 min 13 s G. Sanderson (P. Poulin, B. Holík) — 35 min 36 s - | Arbitrage : Koharski Finn, Broseker |
| P. Roy            | Gardiens | F. Pietrangelo      |                                                                               | Arbitrage : Koharski Finn, Broseker |
|                   | |                     |                                                                               | Arbitrage : Koharski Finn, Broseker |
| 56                | Tirs | 41                  |                                                                               | Arbitrage : Koharski Finn, Broseker |

#### Boston contre Buffalo
Boston gagne la série 4-3.
| 19 avril | Bruins de Boston | 2-3 (0-1, 0-2, 2-0) | Sabres de Buffalo | Boston Garden 12 681 spectateurs |

| Feuille de match | Feuille de match                                                                                      | Feuille de match    | Feuille de match | Feuille de match                    |
| ---------------- | --- | ------------------- | --- | ----------------------------------- |
|                  | - A. Oates (V. Růžička, R. Bourque) — 41 min 44 s V. Růžička (A. Oates, J. Juneau) — 45 min 10 s (SN) | 0-1 0-2 0-3 1-3 2-3 | P. Svoboda — 14 min 46 s P. LaFontaine (D. Andreychuk, A. Moguilny) — 22 min 28 s (SN) D. Bodger (A. Moguilny, D. Andreychuk) — 27 min 2 s (SN) - | Arbitrage : Gregson Mitton, Stickle |
| Andy Moog        | Gardiens                                                                                              | Thomas Draper       | | Arbitrage : Gregson Mitton, Stickle |
|                  | |                     | | Arbitrage : Gregson Mitton, Stickle |
| 38               | Tirs                                                                                                  | 30                  | | Arbitrage : Gregson Mitton, Stickle |

| 21 avril | Bruins de Boston | 3-2 (2-0, 0-1, 0-1, 1-0) | Sabres de Buffalo | Boston Garden 12 897 spectateurs |

| Feuille de match | Feuille de match                                                                                               | Feuille de match    | Feuille de match                                                                                             | Feuille de match                     |
| ---------------- | --- | ------------------- | --- | ------------------------------------ |
|                  | J. Juneau (R. Bourque, A. Oates) — 7 min D. Reid (S. Heinze, J. Wiemer, s22) — 13 min - A. Oates — 71 min 14 s | 1-0 2-0 2-1 2-2 3-2 | - P. LaFontaine (D. Hawerchuk, P. Svoboda) — 29 min 12 s (SN) W. Presley (K. Sutton, B. May) — 48 min 32 s - | Arbitrage : McCreary Mitton, Stickle |
| Andy Moog        | Gardiens | Thomas Draper       | | Arbitrage : McCreary Mitton, Stickle |
|                  | |                     | | Arbitrage : McCreary Mitton, Stickle |
| 42               | Tirs | 21                  | | Arbitrage : McCreary Mitton, Stickle |

| 23 avril | Sabres de Buffalo | 2-3 (0-2, 2-1, 0-0) | Bruins de Boston | Buffalo Memorial Auditorium 14 207 spectateurs |

| Feuille de match | Feuille de match                                                                                            | Feuille de match    | Feuille de match | Feuille de match                 |
| ---------------- | --- | ------------------- | --- | -------------------------------- |
|                  | - R. Wood (D. Hawerchuk, T. Tanti) — 23 min 5 s P. LaFontaine (D. Hawerchuk, D. Andreychuk) — 35 min (SN) - | 0-1 0-2 1-2 2-2 2-3 | T. Donato (G. Murray, R. Bourque) — 3 min 30 s R. Bourque (J. Juneau, G. Wesley) — 11 min 13 s (SN) - A. Oates (G. Wesley, R. Bourque) — 39 min 21 s (SN)39 min 21 s | Arbitrage : Fraser Bonney, Vines |
| Thomas Draper    | Gardiens | Andy Moog           | | Arbitrage : Fraser Bonney, Vines |
|                  | |                     | | Arbitrage : Fraser Bonney, Vines |
| 23               | Tirs | 31                  | | Arbitrage : Fraser Bonney, Vines |

| 25 avril | Sabres de Buffalo | 4-5 (2-3, 1-1, 1-0, 0-1) | Bruins de Boston | Buffalo Memorial Auditorium 16 325 spectateurs |

| Feuille de match | Feuille de match | Feuille de match                    | Feuille de match | Feuille de match                   |
| ---------------- | --- | ----------------------------------- | --- | ---------------------------------- |
|                  | - D. Hawerchuk (W. Presley) — 4 min 10 s P. LaFontaine (D. Hawerchuk, D. Bodger) — 6 min 22 s (SN) - D. Andreychuk (P. LaFontaine, R. Wood) — 34 min 46 s W. Presley (B. May) — 40 min 55 s - | 0-1 1-1 2-1 2-2 2-3 2-4 3-4 4-4 4-5 | G. Wesley (D. Poulin, J. Juneau) — 3 min 30 s - A. Oates (T. Donato, J. Wiemer) — 11 min 44 s (SN) G. Murphy (A. Oates, G. Hynes) — 13 min 59 s J. Juneau (A. Oates) — 22 min 38 s - T. Donato (V. Růžička, S. Heinze) — 62 min 8 s | Arbitrage : Hoggarth Bonney, Vines |
| Thomas Draper    | Gardiens | Andy Moog                           | | Arbitrage : Hoggarth Bonney, Vines |
|                  | |                                     | | Arbitrage : Hoggarth Bonney, Vines |
| 31               | Tirs | 19                                  | | Arbitrage : Hoggarth Bonney, Vines |

| 27 avril | Bruins de Boston | 0-2 (0-1, 0-1, 0-0) | Sabres de Buffalo | Boston Garden 14 448 spectateurs |

| Feuille de match                                     | Feuille de match | Feuille de match | Feuille de match                                                                              | Feuille de match                         |
| ---------------------------------------------------- | ---------------- | ---------------- | --------------------------------------------------------------------------------------------- | ---------------------------------------- |
|                                                      | -                | 0-1 0-2          | P. LaFontaine (P. Svoboda) — 11 min 48 s D. Hannan (K. Carney, P. Svoboda) — 34 min 54 s (SN) | Arbitrage : Marouelli Broseker, Schachte |
| Andy Moog (34 min 54 s) Réjean Lemelin (23 min 35 s) | Gardiens         | Thomas Draper    |                                                                                               | Arbitrage : Marouelli Broseker, Schachte |
|                                                      |                  |                  |                                                                                               | Arbitrage : Marouelli Broseker, Schachte |
| 28                                                   | Tirs             | 32               |                                                                                               | Arbitrage : Marouelli Broseker, Schachte |

| 29 avril | Sabres de Buffalo | 9-3 (2-0, 4-1, 3-2) | Bruins de Boston | Buffalo Memorial Auditorium 13 537 spectateurs |

| Feuille de match | Feuille de match | Feuille de match                                     | Feuille de match | Feuille de match                 |
| ---------------- | --- | ---------------------------------------------------- | --- | -------------------------------- |
|                  | W. Presley (B. May) — 5 min 28 s D. Bodger (P. Svoboda, P. Lafontaine) — 11 min 1 s (SN) P. Lafontaine (K. Carney) — 23 min 39 s B. May (D. Hawerchuk) — 25 min 32 s C. Patterson — 27 min 19 s - P. LaFontaine (W. Presley, K. Sutton) — 30 min 17 s (SN) - R. Wood (P. LaFontaine, M. Ramsey) — 58 min (CV) D. Hannan (T. Tanti, K. Carney) — 59 min 27 s (SN) B. Corkum (G. Donnelly, M. Ramsey) — 59 min 48 s (SN) | 1-0 2-0 3-0 4-0 5-0 5-1 6-1 6-2 6-3 7-3 8-3 9-3      | - B. Hughes (S. Heinze) — 28 min 5 s - R. Bourque (G. Murray, V. Růžička) — 47 min 22 s (SN) B. Hughes — 52 min 22 s | Arbitrage : Koharski Knox, Heyer |
| Thomas Draper    | Gardiens | Andy Moog (27 min 19 s) Réjean Lemelin (30 min 30 s) | | Arbitrage : Koharski Knox, Heyer |
|                  | |                                                      | | Arbitrage : Koharski Knox, Heyer |
| 35               | Tirs | 21                                                   | | Arbitrage : Koharski Knox, Heyer |

| 1er mai | Bruins de Boston | 3-2 (1-0, 0-1, 2-1) | Sabres de Buffalo | Boston Garden 14 109 spectateurs |

| Feuille de match, | Feuille de match, | Feuille de match,   | Feuille de match,                                                                                | Feuille de match,                      |
| ----------------- | --- | ------------------- | ------------------------------------------------------------------------------------------------ | -------------------------------------- |
|                   | G. Murray (A. Oates, J. Juneau) — 17 min 20 s - S. Leach (J. Juneau) — 42 min 55 s - D. Reid (A. Oates) — 51 min 40 s | 1-0 1-1 2-1 2-2 3-2 | - P. LaFontaine (T. Tanti) — 22 min 7 s (IN) - D. Hawerchuk (W. Presley, B. May) — 44 min 38 s - | Arbitrage : van Hellemond Mitton, Knox |
| Andy Moog         | Gardiens | Thomas Draper       |                                                                                                  | Arbitrage : van Hellemond Mitton, Knox |
|                   | |                     |                                                                                                  | Arbitrage : van Hellemond Mitton, Knox |
| 22                | Tirs | 29                  |                                                                                                  | Arbitrage : van Hellemond Mitton, Knox |

#### New York contre New Jersey
| 19 avril | Rangers de New York | 2-1 (1-0, 0-0, 1-1) | Devils du New Jersey | Madison Square Garden |

| Feuille de match   | Feuille de match                                                                               | Feuille de match | Feuille de match                                   | Feuille de match |
| ------------------ | ---------------------------------------------------------------------------------------------- | ---------------- | -------------------------------------------------- | ---------------- |
|                    | D. Turcotte (M. Gartner, K. King) — 2 min 3 s M. Gartner (M. Hardy, J. Erixon) — 45 min 12 s - | 1-0 2-0 2-1      | - Z. Cíger (P. Šťastný, V. Fetissov) — 52 min 31 s |                  |
| John Vanbiesbrouck | Gardiens                                                                                       | Chris Terreri    |                                                    |                  |
|                    |                                                                                                |                  |                                                    |                  |
|                    |                                                                                                |                  |                                                    |                  |

| 21 avril | Rangers de New York | 3-7 (1-1, 1-3, 1-3) | Devils du New Jersey | Madison Square Garden |

| Feuille de match   | Feuille de match                                                                                             | Feuille de match                        | Feuille de match | Feuille de match |
| ------------------ | --- | --------------------------------------- | --- | ---------------- |
|                    | M. Messier — 9 min 4 s - B. Leetch (A. Graves, M. Messier) — 24 min 18 s - M. Messier — 50 min 59 s (IN) - - | 1-0 1-1 1-2 2-2 2-3 2-4 2-5 3-5 3-6 3-7 | - K. Todd (H. McKay, C. Vilgrain) — 16 min 37 s P. Šťastný (Z. Cíger, V. Fetissov) — 21 min 22 s - C. Lemieux (P. Šťastný, Z. Cíger) — 37 min 54 s L. Boschman (T. Chorske, P. Conacher) — 38 min 50 s B. Guerin (B. Driver) — 40 min 32 s - C. Lemieux (B. Driver, P. Šťastný) — 51 min 32 s (SN) H. McKay (E. Weinrich, J. Ojanen) — 53 min 59 s (SN) |                  |
| John Vanbiesbrouck | Gardiens | Chris Terreri                           | |                  |
|                    | |                                         | |                  |
|                    | |                                         | |                  |

| 23 avril | Devils du New Jersey | 3-1 (2-1, 1-0, 0-0) | Rangers de New York | Continental Airlines Arena |

| Feuille de match | Feuille de match | Feuille de match | Feuille de match                                            | Feuille de match |
| ---------------- | --- | ---------------- | ----------------------------------------------------------- | ---------------- |
|                  | S. Richer (T. Chorske, J. Ojanen) — 8 min 50 s - S. Stevens (P. Šťastný, C. Lemieux) — 16 min 14 s (SN) C. Vilgrain (E. Weinrich, K. Todd) — 21 min 25 s | 1-0 1-1 2-1 3-1  | - M. Messier (T. Amonte, J. Patrick) — 13 min 18 s (SN) - - |                  |
| Chris Terreri    | Gardiens | Mike Richter     |                                                             |                  |
|                  | |                  |                                                             |                  |
|                  | |                  |                                                             |                  |

| 25 avril | Devils du New Jersey | 0-3 (0-0, 0-0, 0-3) | Rangers de New York | Continental Airlines Arena |

| Feuille de match | Feuille de match | Feuille de match | Feuille de match                                                                           | Feuille de match |
| ---------------- | ---------------- | ---------------- | ------------------------------------------------------------------------------------------ | ---------------- |
|                  | -                | 0-1 0-2 0-3      | J. Erixon (M. Messier) — 44 min 14 s P. Broten — 48 min 59 s M. Gartner — 58 min 51 s (CV) |                  |
| Chris Terreri    | Gardiens         | Mike Richter     |                                                                                            |                  |
|                  |                  |                  |                                                                                            |                  |
| 33               | Tirs             | 27               |                                                                                            |                  |

| 27 avril | Rangers de New York | 8-5 (2-0, 3-2, 3-2) | Devils du New Jersey | Madison Square Garden |

| Feuille de match | Feuille de match | Feuille de match                                    | Feuille de match                                                              | Feuille de match |
| ---------------- | --- | --------------------------------------------------- | ----------------------------------------------------------------------------- | ---------------- |
|                  | M. Gartner — 10 min 41 s M. Gartner (S. Nemtchinov) — 18 min 14 s (SN) M. Gartner (B. Leetch) (2 SN) J. Kocur D. Weight - K. King — 47 min 30 s - A. Graves — 53 min 22 s A. Graves — 55 min 49 s | 1-0 2-0 3-0 4-0 5-0 5-1 5-2 5-3 5-4 6-4 6-5 7-5 8-5 | - K. Todd A. Kassatonov S. Stevens V. Zelepoukine - B. Guerin — 47 min 57 s - |                  |
| Mike Richter     | Gardiens | Chris Terreri Martin Brodeur                        |                                                                               |                  |
|                  | |                                                     |                                                                               |                  |
|                  | Tirs | 48                                                  |                                                                               |                  |

| 29 avril | Devils du New Jersey | 5-3 (1-1, 3-2, 1-0) | Rangers de New York | Continental Airlines Arena |

| Feuille de match | Feuille de match | Feuille de match                | Feuille de match | Feuille de match |
| ---------------- | --- | ------------------------------- | --- | ---------------- |
|                  | P. Šťastný — 3 min 57 s - C. Lemieux (S. Stevens, V. Zelepoukine) — 28 min 49 s K. Todd (B. Driver, H. McKay) — 31 min 10 s (SN) - Z. Cíger (C. Lemieux, A. Kassatonov) — 35 min 43 s P. Šťastný (C. Lemieux) — 53 min 32 s | 1-0 1-1 1-2 2-2 3-2 3-3 4-3 5-3 | - T. Amonte (J. Patrick, B. Leetch) — 17 min 37 s (SN) T. Domi (J. Kocur) — 24 min 9 s - B. Leetch (T. Amonte, M. Gartner) — 35 min 3 s (SN) - - |                  |
| Chris Terreri    | Gardiens | Mike Richter                    | |                  |
|                  | |                                 | |                  |
|                  | |                                 | |                  |

| 1er mai | Rangers de New York | 8-4 | Devils du New Jersey | Madison Square Garden |

#### Washington contre Pittsburgh
| 19 avril | Washington | 3-1 (0-0, 2-1, 1-0) | Pittsburgh | Capital Centre |

| Feuille de match | Feuille de match | Feuille de match | Feuille de match                                       | Feuille de match |
| ---------------- | --- | ---------------- | ------------------------------------------------------ | ---------------- |
|                  | P. Bondra (M. Pivoňka, R. Burridge) — 23 min 3 s - J. Druce (C. Johansson) — 33 min 42 s P. Bondra (A. Iafrate, D. Khristitch) — 57 min 52 s | 1-0 1-1 2-1 3-1  | - T. Loney (J.Mullen, U. Samuelsson) — 23 min 41 s - - |                  |
| Donald Beaupre   | Gardiens | Tom Barrasso     |                                                        |                  |
|                  | |                  |                                                        |                  |
| 33               | Tirs | 31               |                                                        |                  |

| 21 avril | Washington | 6-2 (3-2, 2-0, 1-0) | Pittsburgh | Capital Centre |

| Feuille de match | Feuille de match | Feuille de match                | Feuille de match                                                                                     | Feuille de match |
| ---------------- | --- | ------------------------------- | --- | ---------------- |
|                  | - D. Khristitch (D. Hunter, K. Hatcher) — 10 min 4 s (SN) P. Bondra (R. Langway, M. Pivoňka) — 13 min 42 s M. Pivoňka (D. Khristitch, K. Hatcher) — 19 min 39 s (SN) S. Côté (P. Bondra, M. Pivoňka) — 22 min 49 s D. Ciccarelli (M. Ridley, P. Bondra) — 29 min 47 s (SN) K. Miller (D. Ciccarelli, M. Ridley) — 46 min 13 s | 0-1 0-2 1-2 2-2 3-2 4-2 5-2 6-2 | L. Murphy (M. Lemieux, R. Tocchet) — 5 min 16 s K. Stevens (M. Lemieux, R. Tocchet) — 7 min 8 s (SN) |                  |
| Donald Beaupre   | Gardiens | Tom Barrasso                    | |                  |
|                  | |                                 | |                  |
|                  | |                                 | |                  |

| 23 avril | Pittsburgh | 6-4 (1-2, 4-0, 1-2) | Washington | Pittsburgh Civic Arena |

| Feuille de match | Feuille de match | Feuille de match                        | Feuille de match | Feuille de match |
| ---------------- | --- | --------------------------------------- | --- | ---------------- |
|                  | K. Hatcher (M. Ridley, C. Johansson) — 1 min 33 s - D. Khristitch (D. Hunter, M. Pivoňka) — 17 min 47 s (SN) - A. Iafrate (M. Ridley, D. Ciccarelli) — 53 min 57 s (SN) K. Hatcher (S. Côté, M. Ridley) — 57 min 48 s - | 1-0 1-1 2-1 2-2 2-3 2-4 2-5 3-5 4-5 4-6 | - P. Bourque (M. Lemieux, J. Jágr) — 6 min 27 s - J. Mullen (M. Lemieux, R. Francis) — 21 min 46 s (SN) J. Jágr (M. Lemieux, K. Samuelsson) — 27 min 35 s (SN) M. Lemieux (P. Stanton) — 37 min 18 s M. Lemieux (K. Stevens, R. Francis) — 39 min 7 s (SN) - - M. Lemieux — 59 min 9 s (CV) |                  |
| Tom Barrasso     | Gardiens | Donald Beaupre                          | |                  |
|                  | |                                         | |                  |
|                  | |                                         | |                  |

| 25 avril | Pittsburgh | 2-7 (0-3, 0-0, 2-4) | Washington | Pittsburgh Civic Arena |

| Feuille de match | Feuille de match                                                                            | Feuille de match                           | Feuille de match | Feuille de match |
| ---------------- | ------------------------------------------------------------------------------------------- | ------------------------------------------ | --- | ---------------- |
|                  | - M. Lemieux (R. Francis, J. Jágr) — 45 min 25 s - B. Trottier (P. Bourque) — 52 min 45 s - | 0-1 0-2 0-3 0-4 1-4 1-5 1-6 2-6 2-7        | T. Krygier (D. Tippett) — 4 min 39 s D. Ciccarelli (M. Ridley, K. Miller) — 7 min 22 s D. Khristitch (K. Hatcher, C. Johansson) — 19 min 29 s (SN) D. Ciccarelli (M. Ridley, K. Hatcher) — 41 min 35 s - D. Ciccarelli (D. Hunter) — 46 min 17 s P. Bondra (D. Hunter, P. MacDermid) — 46 min 34 s - D. Ciccarelli (M. Ridley, C. Johansson) — 58 min 16 s |                  |
| Donald Beaupre   | Gardiens                                                                                    | Tom Barrasso (20 min) Ken Wregget (40 min) | |                  |
|                  |                                                                                             |                                            | |                  |
|                  |                                                                                             |                                            | |                  |

| 27 avril | Washington | 2-5 (1-1, 1-2, 0-2) | Pittsburgh | Capital Centre |

| Feuille de match | Feuille de match                                                                                          | Feuille de match            | Feuille de match | Feuille de match |
| ---------------- | --- | --------------------------- | --- | ---------------- |
|                  | - T. Krygier (S. Côté, B. Schlegel) — 12 min 36 s A. Iafrate (M. Ridley, D. Ciccarelli) — 27 min 53 s - - | 0-1 1-1 2-1 2-2 2-3 2-4 2-5 | B. Trottier (K. Stevens, P. Bourque) — 2 min 43 s - B. Errey (J. Jágr, L. Murphy) — 30 min 16 s L. Murphy (M. Lemieux, K. Stevens) — 37 min 32 s (SN) J. Jágr — 46 min 59 s B. Errey (B. Trottier, G. Roberts) — 59 min 10 s (CV) |                  |
|                  | |                             | |                  |
|                  | |                             | |                  |
|                  | |                             | |                  |

| 29 avril | Pittsburgh | 6-4 (2-3, 3-1, 1-0) | Washington | Pittsburgh Civic Arena |

| Feuille de match | Feuille de match | Feuille de match                        | Feuille de match | Feuille de match |
| ---------------- | --- | --------------------------------------- | --- | ---------------- |
|                  | K. Stevens (S. McEachern, M. Lemieux) — 2 min 48 s K. Stevens (M. Lemieux, L. Murphy) — 5 min 5 s (SN) - J. Mullen (R. Francis) — 29 min 10 s P. Bourque (M. Lemieux, K. Stevens) — 31 min 1 s (SN) M. Lemieux (J. Jágr, L. Murphy) — 38 min 19 s (SN) M. Lemieux (R. Francis, K. Stevens) — 54 min 41 s (SN) | 1-0 2-0 2-1 2-2 2-3 2-4 3-4 4-4 5-4 6-4 | - D. Hunter (M. Pivoňka) — 12 min 30 s P. Bondra (C. Johansson, T. Krygier) — 15 min 19 s P. Bondra (A. Iafrate, D. Ciccarelli) — 18 min 19 s (SN) A. Iafrate (M. Ridley, K. Miller) — 23 min 55 s - - |                  |
| Tom Barrasso     | Gardiens | Donald Beaupre                          | |                  |
|                  | |                                         | |                  |
|                  | |                                         | |                  |

| 1er mai | Washington | 1-3 (0-1, 1-1, 0-1) | Pittsburgh | Capital Centre |

| Feuille de match | Feuille de match                           | Feuille de match | Feuille de match | Feuille de match |
| ---------------- | ------------------------------------------ | ---------------- | --- | ---------------- |
|                  | - A. Iafrate (M. Ridley) — 20 min 24 s - - | 0-1 1-1 1-2 1-3  | M. Lemieux (R. Francis, L. Muprhy) — 14 min 1 s - J. Jágr (M. Lemieux, R. Francis) — 29 min 40 s (SN) J. Mullen (R. Francis) — 59 min 27 s (CV) |                  |
| Donald Beaupre   | Gardiens                                   | Tom Barrasso     | |                  |
|                  |                                            |                  | |                  |
|                  |                                            |                  | |                  |

### Association Campbell

#### Détroit contre Minnesota
| 18 avril | Red Wings de Détroit | 3-4 (1-1, 2-1, 0-2) | North Stars du Minnesota |  |

| Feuille de match | Feuille de match | Feuille de match            | Feuille de match | Feuille de match |
| ---------------- | --- | --------------------------- | --- | ---------------- |
|                  | S. Fiodorov — 12 min 50 s - S. Fiodorov (S. Burr) — 38 min 2 s S. Yzerman (R. Sheppard, B. Probert) — 39 min 45 s - - | 1-0 1-1 1-2 2-2 3-2 3-3 3-4 | - D. Shaw (U. Dahlén, D. Gagner) — 14 min 32 s (SN) B. Smith (B. Bellows, D. Shaw) — 32 min 30 s (SN) - J. Johnson (M. Modano, N. Broten) — 40 min 57 s B. Bellows (J. Johnson, N. Broten) — 53 min 45 s |                  |
| Tim Cheveldae    | Gardiens | Jonathan Casey              | |                  |
|                  | |                             | |                  |
|                  | |                             | |                  |

| 20 avril | Red Wings de Détroit | 2-4 (1-2, 0-1, 1-1) | North Stars du Minnesota |  |

| Feuille de match | Feuille de match                                                                                        | Feuille de match        | Feuille de match | Feuille de match |
| ---------------- | --- | ----------------------- | --- | ---------------- |
|                  | - P. Ysebaert (S. Fiodorov, S. Burr) — 15 min 13 s - A. Kerr (M. Sillinger, G. Gallant) — 40 min 41 s - | 0-1 1-1 1-2 1-3 2-3 2-4 | M. Modano (M. Tinordi, B. Smith) — 3 min 49 s - D. Gagner (B. Bellows, M. Modano) — 18 min 35 s (SN) D. Smith (B. Smith) — 27 min 30 s - G. Duchesne (N. Broten) — 59 min 52 s (CV) |                  |
| Tim Cheveldae    | Gardiens                                                                                                | Jonathan Casey          | |                  |
|                  | |                         | |                  |
|                  | |                         | |                  |

| 22 avril | North Stars du Minnesota | 4-5 (2-2, 2-1, 0-1, 0-1) | Red Wings de Détroit |  |

| Feuille de match | Feuille de match | Feuille de match                                                  | Feuille de match | Feuille de match |
| ---------------- | --- | ----------------------------------------------------------------- | --- | ---------------- |
|                  | M. Modano (N. Broten, J. Johnson) — 1 min 11 s D. Gagner (J. Johnson, B. Bellows) — 9 min 14 s (SN) - N. Broten (B. Bellows, D. Hatcher) — 25 min 39 s B. Bellows (B. Smith) — 28 min 4 s - - | 1-0 2-0 2-1 2-2 3-2 4-2 4-3 4-4 4-5                               | - S. Fiodorov (S. Yzerman) — 15 min 6 s (IN) N. Lidström (S. Chiasson, T. Cheveldae) — 18 min 14 s (SN) - J. Carson (B. Probert, B. Dollas) — 31 min 58 s R. Sheppard (S. Yzerman, S. Fiodorov) — 56 min 28 s (SN) Y. Racine — 61 min 15 s |                  |
| Jonathan Casey   | Gardiens | Tim Cheveldae ( — 28 min 4 s ) Vincent Riendeau ( — 33 min 11 s ) | |                  |
|                  | |                                                                   | |                  |
|                  | |                                                                   | |                  |

| 24 avril | North Stars du Minnesota | 5-4 (1-3, 3-1, 1-0) | Red Wings de Détroit |  |

| Feuille de match | Feuille de match | Feuille de match                                          | Feuille de match | Feuille de match |
| ---------------- | --- | --------------------------------------------------------- | --- | ---------------- |
|                  | - M. Tinordi (D. Gagner, U. Dahlén) — 7 min 5 s - M. Modano (T. Elik, D. Hatcher) — 31 min 51 s - D. Shaw (N. Broten) — 36 min 50 s B. Bellows (B. Smith, M. Tinordi) — 38 min 43 s (SN) T. Elik (C. Ludwig) — 51 min 27 s | 0-1 1-1 1-2 1-3 2-3 2-4 3-4 4-4 5-4                       | R. Sheppard (S. Chiasson, J. Carson) — 3 min 48 s - R. Sheppard (B. Probert, B. McCrimmon) — 10 min 25 s S. Chiasson (R. Sheppard, B. Probert) — 16 min 38 s (SN) - R. Sheppard (B. Probert, Y. Racine) — 35 min 8 s - - |                  |
| Jonathan Casey   | Gardiens | Vincent Riendeau (40 min) Tim Cheveldae ( — 19 min 10 s ) | |                  |
|                  | |                                                           | |                  |
|                  | |                                                           | |                  |

| 26 avril | Red Wings de Détroit | 3-0 (1-0, 0-0, 2-0) | North Stars du Minnesota |  |

| Feuille de match | Feuille de match | Feuille de match | Feuille de match | Feuille de match |
| ---------------- | --- | ---------------- | ---------------- | ---------------- |
|                  | S. Yzerman (S. Fiodorov, S. Chiasson) — 13 min 33 s M. Sillinger (M. Lapointe, S. Burr) — 53 min 42 s J. Carson (S. Burr) — 58 min 51 s (CV) | 1-0 2-0 3-0      | - -              |                  |
| Tim Cheveldae    | Gardiens | Jonathan Casey   |                  |                  |
|                  | |                  |                  |                  |
|                  | |                  |                  |                  |

| 28 avril | North Stars du Minnesota | 0-1 (0-0, 0-0, 0-0, 0-1) | Red Wings de Détroit |  |

| Feuille de match | Feuille de match          | Feuille de match | Feuille de match | Feuille de match |
| ---------------- | ------------------------- | ---------------- | ---------------- | ---------------- |
|                  | S. Fiodorov — 76 min 13 s | 0-1              | -                |                  |
| Jonathan Casey   | Gardiens                  | Tim Cheveldae    |                  |                  |
|                  |                           |                  |                  |                  |
|                  |                           |                  |                  |                  |

| 30 avril | Red Wings de Détroit | 5-2 (0-0, 3-0, 2-2) | North Stars du Minnesota |  |

| Feuille de match | Feuille de match | Feuille de match            | Feuille de match                                                                               | Feuille de match |
| ---------------- | --- | --------------------------- | ---------------------------------------------------------------------------------------------- | ---------------- |
|                  | S. Fiodorov (K. Miller, S. Yzerman) — 31 min 4 s A. Kerr (M. Sillinger, G. Gallant) — 34 min 7 s G. Gallant — 37 min 57 s - B. Probert (J. Carson, S. Chiasson) — 47 min 35 s S. Burr (S. Chiasson) — 56 min 53 s - | 1-0 2-0 3-0 3-1 4-1 5-1 5-2 | - B. Bellows (U. Dahlén, D. Gagner) — 43 min 50 s - M. Craig (D. Shaw, D. Gagner) — 59 min 9 s |                  |
| Tim Cheveldae    | Gardiens | Jonathan Casey              |                                                                                                |                  |
|                  | |                             |                                                                                                |                  |
|                  | |                             |                                                                                                |                  |

#### Chicago contre Saint-Louis
| 18 avril | Blackhawks de Chicago | 3-1 (0-1, 2-0, 1-0) | Blues de Saint-Louis |  |

| Feuille de match | Feuille de match | Feuille de match | Feuille de match                         | Feuille de match |
| ---------------- | --- | ---------------- | ---------------------------------------- | ---------------- |
|                  | - B. Noonan (M. Hudson, J. Smith) — 35 min 8 s J. Lemieux (J. Smith, C. Chelios) — 39 min 23 s B. Noonan (K. Brown, M. Hudson) — 40 min 30 s (SN) | 0-1 1-1 2-1 3-1  | D. Christian (R. Zombo) — 3 min 24 s - - |                  |
| Ed Belfour       | Gardiens | Curtis Joseph    |                                          |                  |
|                  | |                  |                                          |                  |
|                  | |                  |                                          |                  |

| 20 avril | Blackhawks de Chicago | 3-5 (3-2, 0-2, 0-1) | Blues de Saint-Louis |  |

| Feuille de match                                    | Feuille de match | Feuille de match                | Feuille de match | Feuille de match |
| --------------------------------------------------- | --- | ------------------------------- | --- | ---------------- |
|                                                     | - C. Chelios (M. Hudson, B. Noonan) — 4 min 3 s (SN) C. Chelios (B. Sutter, J. Roenick) — 5 min 29 s (SN) - T. Horacek (K. Brown, M. Peluso) — 16 min 37 s - - | 0-1 1-1 2-1 2-2 3-2 3-3 3-4 3-5 | S. Quintal (C. Janney, B. Shanahan) — 2 min 6 s - R. Sutter (C. Janney, S. Quintal) — 7 min 48 s (SN) - B. Hull — 25 min 23 s (IN) J. Brown (B. Bassen, S. Quintal) — 36 min 42 s D. Christian (P. Cavallini, C. Joseph) — 59 min 39 s (CV) |                  |
| Ed Belfour (37 min 52 s) Dominik Hašek (22 min 8 s) | Gardiens | Curtis Joseph                   | |                  |
|                                                     | |                                 | |                  |
|                                                     | |                                 | |                  |

| 22 avril | Blues de Saint-Louis | 5-4 (2-3, 1-1, 1-0, 0-0, 1-0) | Blackhawks de Chicago |  |

| Feuille de match | Feuille de match | Feuille de match                                    | Feuille de match | Feuille de match |
| ---------------- | --- | --------------------------------------------------- | --- | ---------------- |
|                  | N. Emerson (B. Hull, J. Brown) — 1 min 41 s N. Emerson (C. Janney, B. Hull) — 9 min 17 s (SN) - D. Christian (R. Zombo, C. Giles) — 39 min 20 s G. Butcher (B. Hull, N. Emerson) — 53 min 3 s 2e prolongation ? | 1-0 2-0 2-1 2-2 2-3 2-4 3-4 4-4 5-4                 | - J. Roenick (K. Brown, I. Kravtchouk) — 12 min 42 s (SN) M. Hudson (S. Matteau, B. Noonan) — 14 min 14 s I. Kravtchouk (S. Larmer, S. Matteau) — 19 min 38 s (SN) D. Graham (M. Hudson) — 20 min 42 s - - |                  |
| Curtis Joseph    | Gardiens | Ed Belfour (1 min 37 s) Dominik Hašek (81 min 56 s) | |                  |
|                  | |                                                     | |                  |
|                  | |                                                     | |                  |

| 24 avril | Blues de Saint-Louis | 3-5 | Blackhawks de Chicago |  |

| 26 avril | Blackhawks de Chicago | 6-4 (2-1, 2-2, 2-1) | Blues de Saint-Louis |  |

| Feuille de match | Feuille de match | Feuille de match                        | Feuille de match | Feuille de match |
| ---------------- | --- | --------------------------------------- | --- | ---------------- |
|                  | - S. Matteau (J. Roenick, K. Brown) — 10 min 7 s S. Larmer (K. Brown) — 17 min 12 s - S. Larmer (S. Matteau, C. Chelios) — 30 min 54 s (SN) B. Lauer (J. Smith) — 34 min 45 s C. Chelios (D. Graham, B. Lauer) — 42 min 29 s J. Lemieux (C. Russell) — 51 min 11 s - | 0-1 1-1 2-1 2-2 2-3 3-3 4-3 5-3 6-3 6-4 | P. Bozon (R. Wilson, G. Butcher) — 1 min 57 s - B. Hull (D. Lowry, R. Sutter) — 20 min 36 s B. Shanahan (G. Butcher, C. Janney) — 22 min 5 s - J. Brown (B. Shanahan) — 55 min 56 s |                  |
| Ed Belfour       | Gardiens | Curtis Joseph                           | |                  |
|                  | |                                         | |                  |
|                  | |                                         | |                  |

| 28 avril | Blues de Saint-Louis | 1-2 (0-1, 1-1, 0-0) | Blackhawks de Chicago |  |

| Feuille de match | Feuille de match                                   | Feuille de match | Feuille de match                                                                                    | Feuille de match |
| ---------------- | -------------------------------------------------- | ---------------- | --------------------------------------------------------------------------------------------------- | ---------------- |
|                  | - N. Emerson (C. Janney, L. Norwood) — 32 min 35 s | 0-1 0-2 1-2      | J. Roenick (K. Brown, I. Kravtchouk) — 8 min 22 s J. Roenick (C. Chelios, J. Smith) — 27 min 54 s - |                  |
| Curtis Joseph    | Gardiens                                           | Ed Belfour       | |                  |
|                  |                                                    |                  | |                  |
|                  |                                                    |                  | |                  |

#### Vancouver contre Winnipeg
| 18 avril | Canucks de Vancouver | 2-3 (1-1, 1-0, 0-2) | Jets de Winnipeg |  |

| Feuille de match | Feuille de match                                                              | Feuille de match    | Feuille de match | Feuille de match |
| ---------------- | ----------------------------------------------------------------------------- | ------------------- | --- | ---------------- |
|                  | I. Larionov (G. Adams) — 10 min 35 s - P. Boure (T. Fergus) — 37 min 13 s - - | 1-0 1-1 2-1 2-2 2-3 | - F. Olausson (E. Olczyk) — 12 min 15 s (SN) - I. Davydov (P. Housley, T. Steen) — 40 min 18 s E. Olczyk (T. Steen) — 43 min 15 s |                  |
| Kirk McLean      | Gardiens                                                                      | Richard Tabaracci   | |                  |
|                  |                                                                               |                     | |                  |
|                  |                                                                               |                     | |                  |

| 20 avril | Canucks de Vancouver | 3-2 | Jets de Winnipeg |  |

| 22 avril | Jets de Winnipeg | 4-2 | Canucks de Vancouver |  |

| 24 avril | Jets de Winnipeg | 3-1 (1-0, 1-0, 1-1) | Canucks de Vancouver |  |

| Feuille de match  | Feuille de match | Feuille de match | Feuille de match                                  | Feuille de match |
| ----------------- | --- | ---------------- | ------------------------------------------------- | ---------------- |
|                   | I. Davydov (F. Olausson, T. Steen) — 8 min 52 s P. Housley — 26 min 28 s (SN) T. Steen (F. Olausson, P. Housley) — 40 min 37 s (SN) - | 1-0 2-0 3-0 3-1  | - T. Fergus (D. Babych, J. Sandlak) — 48 min 47 s |                  |
| Richard Tabaracci | Gardiens | Kirk McLean      |                                                   |                  |
|                   | |                  |                                                   |                  |
|                   | |                  |                                                   |                  |

| 26 avril | Canucks de Vancouver | 8-2 (2-0, 4-2, 2-0) | Jets de Winnipeg |  |

| Feuille de match | Feuille de match | Feuille de match                                          | Feuille de match                                                                            | Feuille de match |
| ---------------- | --- | --------------------------------------------------------- | ------------------------------------------------------------------------------------------- | ---------------- |
|                  | P. Boure (I. Larionov, S. Momesso) — 17 min 30 s J. Sandlak (P. Boure, G. Adams) — 19 min 56 s (SN) D. Babych (I. Larionov, K. McLean) — 20 min 35 s J. Lumme (T. Linden, P. Boure) — 22 min 28 s (SN) P. Nedvěd (D. Babych) — 27 min 20 s D. Lidster (I. Larionov, P. Boure) — 28 min 59 s - J. Sandlak (P. Nedvěd, T. Fergus) — 41 min 49 s G. Courtnall (R. Walter, R. Gregg) — 50 min 22 s | 1-0 2-0 3-0 4-0 5-0 6-0 6-1 6-2 7-2 8-2                   | - E. Olczyk (I. Davydov) — 36 min 24 s A. Broten (D. Shannon, P. Elynuik) — 37 min 21 s - - |                  |
| Kirk McLean      | Gardiens | Richard Tabaracci (27 min 20 s) Bob Essensa (32 min 40 s) |                                                                                             |                  |
|                  | |                                                           |                                                                                             |                  |
|                  | |                                                           |                                                                                             |                  |

| 28 avril | Jets de Winnipeg | 3-8 (2-1, 1-3, 1-3) | Canucks de Vancouver |  |

| Feuille de match  | Feuille de match | Feuille de match                            | Feuille de match | Feuille de match |
| ----------------- | --- | ------------------------------------------- | --- | ---------------- |
|                   | K. Tkachuk (F. Olausson, A. Broten) — 5 min 3 s - P. Elynuik (F. Olausson, P. Housley) — 39 min 31 s K. Tkachuk (T. Steen, I. Davydov) — 40 min 17 s - - | 1-0 1-1 1-2 1-3 1-4 1-5 2-5 3-5 3-6 3-7 3-8 | - C. Ronning (A. Plavsic) — 5 min 35 s P. Boure (A. Plavsic, S. Momesso) — 8 min 42 s C. Ronning (D. Lidster, T. Linden) — 20 min 34 s T. Linden (D. Babych, C. Ronning) — 30 min 27 s (SN) T. Fergus (P. Nedvěd, J. Sandlak) — 31 min 27 s - P. Boure — 42 min 50 s T. Fergus (P. Nedvěd, J. Sandlak) — 50 min 23 s P. Boure (I. Larionov) — 51 min 2 s |                  |
| Richard Tabaracci | Gardiens | Kirk McLean                                 | |                  |
|                   | |                                             | |                  |
|                   | |                                             | |                  |

| 30 avril | Canucks de Vancouver | 5-0 (1-0, 2-0, 2-0) | Jets de Winnipeg |  |

| Feuille de match | Feuille de match | Feuille de match    | Feuille de match | Feuille de match |
| ---------------- | --- | ------------------- | ---------------- | ---------------- |
|                  | T. Fergus (D. Babych, J. Sandlak) — 9 min 25 s T. Linden (G. Courtnall, C. Ronning) — 31 min 40 s G. Courtnall (J. Lumme) — 37 min 9 s (SN) G. Courtnall (C. Ronning, A. Plavsic) — 41 min 25 s G. Courtnall (T. Linden, C. Ronning) — 59 min 20 s | 1-0 2-0 3-0 4-0 5-0 | - -              |                  |
| Kirk McLean      | Gardiens | Richard Tabaracci   |                  |                  |
|                  | |                     |                  |                  |
|                  | |                     |                  |                  |

#### Los Angeles contre Edmonton
Les Oilers d'Edmonton battent les Kings de Los Angeles 4 matchs à 2.
| 18 avril | Kings de Los Angeles | 1-3 | Oilers d'Edmonton |  |

| 20 avril | Kings de Los Angeles | 8-5 (3-2, 3-2, 2-1) | Oilers d'Edmonton |  |

| Feuille de match | Feuille de match | Feuille de match                                    | Feuille de match | Feuille de match |
| ---------------- | --- | --------------------------------------------------- | --- | ---------------- |
|                  | P. Coffey (W. Gretzky, J. Kurri) — 46 s - T. Granato (L. Robitaille, T. Sandström) — 11 min 23 s P. Coffey (W. Gretzky) — 14 min 53 s (SN) - M. McSorley (J. Kurri, P. Coffey) — 31 min 53 s R. Blake (J. McIntyre) — 32 min 55 s C. Huddy (W. Gretzky, P. Coffey) — 39 min 13 s J. Kurri (W. Gretzky, L. Robitaille) — 44 min 41 s (SN) M. Donnelly (J. McIntyre, C. Huddy) — 47 min - | 1-0 1-1 1-2 2-2 3-2 3-3 3-4 4-4 5-4 6-4 7-4 8-4 8-5 | - B. Nicholls (J. Murphy, G. Hawgood) — 6 min 35 s D. Maley (S. Mellanby, G. Smith) — 6 min 59 s - B. Nicholls (D. Manson, J. Murphy) — 28 min 4 s (SN) J. Murphy (V. Damphousse, B. Nicholls) — 29 min 26 s - J. Beránek (M. Gélinas, B. Glynn) — 52 min 54 s (SN) |                  |
| Kelly Hrudey     | Gardiens | Bill Ranford (40 min) Ron Tugnutt (20 min)          | |                  |
|                  | |                                                     | |                  |
|                  | |                                                     | |                  |

| 22 avril | Oilers d'Edmonton | 4-3 (1-2, 1-1, 2-0) | Kings de Los Angeles |  |

| Feuille de match | Feuille de match | Feuille de match            | Feuille de match | Feuille de match |
| ---------------- | --- | --------------------------- | --- | ---------------- |
|                  | - B. Nicholls (J. Murphy, E. Tikkanen) — 14 min 53 s (SN) V. Damphousse (J. Murphy, B. Nicholls) — 23 min 51 s - J. Murphy (G. Hawgood, V. Damphousse) — 41 min 23 s (SN) B. Nicholls (N. MacIver, D. Manson) — 52 min 37 s (SN) | 0-1 0-2 1-2 2-2 2-3 3-3 4-3 | D. Taylor (J. McIntyre, J. Miller) — 3 min 29 s J. Miller (J. McIntyre, D. Taylor) — 12 min 46 s - L. Robitaille (T. Granato, T. Sandström) — 33 min 37 s - - |                  |
| Bill Ranford     | Gardiens | Kelly Hrudey                | |                  |
|                  | |                             | |                  |
|                  | |                             | |                  |

| 24 avril | Oilers d'Edmonton | 3-4 (1-1, 1-0, 1-3) | Kings de Los Angeles |  |

| Feuille de match | Feuille de match | Feuille de match            | Feuille de match | Feuille de match |
| ---------------- | --- | --------------------------- | --- | ---------------- |
|                  | S. Mellanby (P. Klíma, J. Beránek) — 13 min 2 s - D. Manson — 21 min 2 s - V. Damphousse (B. Nicholls, J. Murphy) — 56 min 13 s | 1-0 1-1 2-1 2-2 2-3 2-4 3-4 | - L. Robitaille (T. Sandström, P. Coffey) — 19 min (SN) - P. Coffey (T. Granato) — 51 min 12 s (SN) P. Coffey (W. Gretzky) — 53 min 2 s L. Robitaille (K. Karjalainen, T. Granato) — 53 min 53 s - |                  |
| Bill Ranford     | Gardiens | Kelly Hrudey                | |                  |
|                  | |                             | |                  |
|                  | |                             | |                  |

| 26 avril | Kings de Los Angeles | 2-5 (0-0, 2-1, 0-4) | Oilers d'Edmonton |  |

| Feuille de match | Feuille de match                                                                                              | Feuille de match            | Feuille de match | Feuille de match |
| ---------------- | --- | --------------------------- | --- | ---------------- |
|                  | - W. Gretzky (L. Robitaille, T. Granato) — 24 min 2 s W. Gretzky (C. Millen, R. Blake) — 38 min 23 s (SN) - - | 0-1 1-1 2-1 2-2 2-3 2-4 2-5 | E. Tikkanen (B. Nicholls, L. Richardson) — 20 min 47 s - V. Damphousse (J. Murphy, B. Nicholls) — 42 min 55 s E. Tikkanen (B. Nicholls, D. Manson) — 53 min 37 s (SN) E. Tikkanen (P. Klíma, L. Richardson) — 58 min 45 s B. Nicholls (D. Manson) — 59 min 48 s (CV) |                  |
| Kelly Hrudey     | Gardiens | Bill Ranford                | |                  |
|                  | |                             | |                  |
|                  | |                             | |                  |

| 28 avril | Oilers d'Edmonton | 3-0 (2-0, 1-0, 0-0) | Kings de Los Angeles |  |

| Feuille de match | Feuille de match                                                                                           | Feuille de match | Feuille de match | Feuille de match |
| ---------------- | --- | ---------------- | ---------------- | ---------------- |
|                  | J. Beránek (P. Klíma) — 1 min 39 s J. Murphy (D. Manson) — 17 min 15 s M. Gélinas (D. Maley) — 22 min 41 s | 1-0 2-0 3-0      | - -              |                  |
| Bill Ranford     | Gardiens                                                                                                   | Kelly Hrudey     |                  |                  |
|                  | |                  |                  |                  |
|                  | |                  |                  |                  |

## Demi-finales d'association

### Association Prince de Galles

#### Montréal contre Boston
| 3 mai | Canadiens de Montréal | 4-6 (1-2, 2-3, 1-1) | Bruins de Boston | Forum de Montréal |

| Feuille de match                               | Feuille de match | Feuille de match                        | Feuille de match | Feuille de match |
| ---------------------------------------------- | --- | --------------------------------------- | --- | ---------------- |
|                                                | - S. Hill (B. Gilchrist, K. Muller) — 16 min 15 s É. Desjardins (C. Nilan, M. McPhee) — 25 min 36 s - D. Savard (S. Lebeau, G. Dionne) — 38 min 16 s - M. McPhee (B. Skrudland, É. Desjardins) — 45 min 40 s - | 0-1 0-2 1-2 2-2 2-3 2-4 3-4 3-5 4-5 4-6 | G. Hynes (J. Juneau, D. Reid) — 4 min 9 s S. Leach (D. Reid) — 14 min 25 s - D. Poulin (G. Hynes) — 26 min 10 s J. Juneau (R. Bourque) — 30 min 38 s (SN) - S. Leach (A. Oates, D. Reid) — 38 min 59 s - R. Bourque (G. Wesley, D. Poulin) — 58 min 46 s |                  |
| Patrick Roy (58 min 47 s) André Racicot (52 s) | Gardiens | Andy Moog                               | |                  |
|                                                | |                                         | |                  |
|                                                | |                                         | |                  |

| 5 mai | Canadiens de Montréal | 2-3 (1-0, 0-1, 1-1, 0-1) | Bruins de Boston | Forum de Montréal |

| Feuille de match | Feuille de match                                                                                  | Feuille de match    | Feuille de match | Feuille de match |
| ---------------- | ------------------------------------------------------------------------------------------------- | ------------------- | --- | ---------------- |
|                  | É. Desjardins (R. Courtnall) — 8 min 43 s - S. Corson (G. Dionne, M. Schneider) — 44 min 53 s - - | 1-0 1-1 2-1 2-2 2-3 | - G. Murray (A. Oates, J. Juneau) — 39 min 2 s - D. Poulin (P. Douris, T. Donato) — 54 min 5 s P. Douris (T. Donato) — 63 min 12 s |                  |
| Patrick Roy      | Gardiens                                                                                          | Andy Moog           | |                  |
|                  |                                                                                                   |                     | |                  |
|                  |                                                                                                   |                     | |                  |

| 7 mai | Bruins de Boston | 3-2 (2-1, 1-0, 0-1) | Canadiens de Montréal | Boston Garden |

| Feuille de match | Feuille de match | Feuille de match    | Feuille de match                                                                              | Feuille de match |
| ---------------- | --- | ------------------- | --------------------------------------------------------------------------------------------- | ---------------- |
|                  | - G. Murray (A. Oates, D. Reid) — 9 min 10 s V. Růžička (J. Wiemer, A. Moog) — 19 min 55 s (SN) J. Wiemer (J. Lazaro) — 21 min 35 s - | 0-1 1-1 2-1 3-1 3-2 | M. Keane (S. Corson, P. Brisebois) — 1 min 32 s - D. Savard (M. Schneider) — 51 min 18 s (SN) |                  |
| Andy Moog        | Gardiens | Patrick Roy         |                                                                                               |                  |
|                  | |                     |                                                                                               |                  |
|                  | |                     |                                                                                               |                  |

| 9 mai | Bruins de Boston | 2-0 (0-0, 1-0, 1-0) | Canadiens de Montréal | Boston Garden |

| Feuille de match | Feuille de match                                                                    | Feuille de match | Feuille de match | Feuille de match |
| ---------------- | ----------------------------------------------------------------------------------- | ---------------- | ---------------- | ---------------- |
|                  | D. Poulin (A. Oates, D. Reid) — 32 min 8 s P. Douris (D. Poulin) — 59 min 15 s (CV) | 1-0 2-0          | - -              |                  |
| Andy Moog        | Gardiens                                                                            | Patrick Roy      |                  |                  |
|                  |                                                                                     |                  |                  |                  |
|                  |                                                                                     |                  |                  |                  |

#### New York contre Pittsburgh
Les Penguins affrontent en demi-finale d'association les Rangers, champions de la saison. Au cours du deuxième match, Lemieux sort sur blessure après un coup de crosse d'Adam Graves qui vient lui briser le poignet et lui fait ensuite manquer cinq matchs. La relève est assurée par les autres joueurs de l'équipe et notamment par Ron Francis. Épaulé par Jágr et Kevin Stevens, Francis est le héros du quatrième match en inscrivant un coup du chapeau dont un but depuis la ligne bleue et un en prolongation.
| 3 mai | Rangers de New York | 2-4 (0-2, 2-2, 0-0) | Penguins de Pittsburgh | Madison Square Garden |

| Feuille de match   | Feuille de match                                                                                | Feuille de match        | Feuille de match | Feuille de match |
| ------------------ | ----------------------------------------------------------------------------------------------- | ----------------------- | --- | ---------------- |
|                    | - K. King (J. Wells, J. Cirella) — 23 min 2 s T. Amonte (J. Cirella, B. Leetch) — 30 min 24 s - | 0-1 0-2 0-3 1-3 2-3 2-4 | T. Loney (B. Trottier, P. Bourque) — 13 min 56 s L. Murphy (J. Jágr) — 15 min 22 s K. Stevens (R. Francis, M. Lemieux) — 22 min (SN) - R. Francis (K. Stevens, M. Lemieux) — 42 min 8 s |                  |
| John Vanbiesbrouck | Gardiens                                                                                        | Tom Barrasso            | |                  |
|                    |                                                                                                 |                         | |                  |
|                    |                                                                                                 |                         | |                  |

| 5 mai | Rangers de New York | 4-2 (0-1, 1-1, 3-0) | Penguins de Pittsburgh | Madison Square Garden |

| Feuille de match | Feuille de match | Feuille de match        | Feuille de match                                                          | Feuille de match |
| ---------------- | --- | ----------------------- | ------------------------------------------------------------------------- | ---------------- |
|                  | - B. Leetch (D. Weight) — 33 min 53 s - J. Beukeboom (M. Gartner) — 52 min 36 s K. King (J. Cirella, T. Amonte) — 54 min 36 s J. Beukeboom — 59 min 57 s (CV) | 0-1 1-1 1-2 2-2 3-2 4-2 | K. Stevens (T. Loney, J. Paek) — 1 min 29 s - L. Murphy — 36 min 13 s - - |                  |
| Mike Richter     | Gardiens | Tom Barrasso            |                                                                           |                  |
|                  | |                         |                                                                           |                  |
|                  | |                         |                                                                           |                  |

| 7 mai | Penguins de Pittsburgh | 5-6 (1-3, 3-1, 1-1, 0-1) | Rangers de New York | Pittsburgh Civic Arena |

| Feuille de match | Feuille de match | Feuille de match                            | Feuille de match | Feuille de match |
| ---------------- | --- | ------------------------------------------- | --- | ---------------- |
|                  | - K. Stevens (R. Francis, S. McEachern) — 11 min - R. Francis (P. Stanton, J. Jágr) — 21 min 9 s - R. Francis (K. Stevens) — 33 min 6 s L. Murphy (J. Jágr, J. Callander) — 37 min 29 s (SN) - K. Stevens (S. McEachern, P. Stanton) — 50 min 13 s - | 0-1 0-2 1-2 1-3 2-3 2-4 3-4 4-4 4-5 5-5 5-6 | A. Graves (R. Gilhen, J. Erixon) — 3 min 45 s T. Kerr (B. Leetch, M. Gartner) — 4 min 36 s (SN) - S. Nemtchinov (J. Erixon, J. Beukeboom) — 17 min 14 s - M. Gartner (B. Leetch) — 26 min 24 s - J. Erixon (B. Leetch, S. Nemtchinov) — 45 min 24 s (IN) - K. King (P. Broten, M. Hardy) — 61 min 29 s |                  |
| Tom Barrasso     | Gardiens | Mike Richter                                | |                  |
|                  | |                                             | |                  |
|                  | |                                             | |                  |

| 9 mai | Penguins de Pittsburgh | 5-4 (2-1, 1-1, 1-2, 0-1) | Rangers de New York | Pittsburgh Civic Arena |

| Feuille de match | Feuille de match | Feuille de match                                            | Feuille de match | Feuille de match |
| ---------------- | --- | ----------------------------------------------------------- | --- | ---------------- |
|                  | - M. Needham (T. Loney, J. Callander) — 13 min 28 s - R. Francis (K. Stevens, P. Stanton) — 39 min 54 s (SN) - R. Francis (J. Hrdina, K. Stevens) — 50 min 37 s T. Loney (J. Jágr, L. Murphy) — 51 min 52 s R. Francis (L. Murphy, K. Stevens) — 62 min 47 s (SN) | 0-1 0-2 1-2 1-3 2-3 2-4 3-4 4-4 5-4                         | R. Gilhen — 4 min 56 s T. Amonte (M. Gartner) — 13 min 4 s - M. Messier (B. Leetch, M. Gartner) — 30 min 49 s (SN) - M. Messier (T. Amonte, J. Beukeboom) — 40 min 46 s - - |                  |
| Tom Barrasso     | Gardiens | Mike Richter (51 min 58 s) John Vanbiesbrouck (10 min 49 s) | |                  |
|                  | |                                                             | |                  |
|                  | |                                                             | |                  |

| 11 mai | Rangers de New York | 2-3 | Penguins de Pittsburgh | Madison Square Garden |

| Feuille de match   | Feuille de match                                                                                               | Feuille de match | Feuille de match | Feuille de match |
| ------------------ | --- | ---------------- | --- | ---------------- |
|                    | - D. Turcotte (M. Gartner, B. Leetch) — 26 min 59 s (SN) M. Gartner (M. Messier, J. Beukeboom) — 41 min 51 s - |                  | R. Tocchet (R. Francis, L. Murphy) — 1 min 15 s J. Jágr — 7 min 4 s (TP) - J. Jágr (S. McEachern, G. Roberts) — 54 min 27 s |                  |
| John Vanbiesbrouck | Gardiens | Tom Barrasso     | |                  |
|                    | |                  | |                  |
|                    | |                  | |                  |

| 13 mai | Penguins de Pittsburgh | 5-1 (0-0, 3-1, 2-0) | Rangers de New York | Pittsburgh Civic Arena |

| Feuille de match | Feuille de match | Feuille de match        | Feuille de match                              | Feuille de match |
| ---------------- | --- | ----------------------- | --------------------------------------------- | ---------------- |
|                  | R. Tocchet (P. Bourque, R. Francis) — 25 min 57 s - J. Jágr — 31 min 22 s S. McEachern — 33 min 43 s R. Tocchet (R. Francis, T. Barrasso) — 58 min 11 s (CV) R. Francis (B. Trottier, R. Tocchet) — 59 min 19 s (CV) | 1-0 1-1 2-1 3-1 4-1 5-1 | - D. Weight (S. Nemtchinov) — 27 min 42 s - - |                  |
| Tom Barrasso     | Gardiens | John Vanbiesbrouck      |                                               |                  |
|                  | |                         |                                               |                  |
|                  | |                         |                                               |                  |

### Association Campbell

#### Détroit contre Chicago
| 2 mai | Red Wings de Détroit | 1-2 (0-0, 1-1, 0-1) | Blackhawks de Chicago |  |

| Feuille de match | Feuille de match                                          | Feuille de match | Feuille de match                                                                                  | Feuille de match |
| ---------------- | --------------------------------------------------------- | ---------------- | ------------------------------------------------------------------------------------------------- | ---------------- |
|                  | - Y. Racine (S. Fiodorov, K. Miller) — 16 min 24 s (SN) - | 0-1 1-1 1-2      | S. Matteau (B. Noonan, J. Roenick) — 25 min 30 s - J. Lemieux (B. Sutter, J. Smith) — 33 min 33 s |                  |
| Tim Cheveldae    | Gardiens                                                  | Ed Belfour       |                                                                                                   |                  |
|                  |                                                           |                  |                                                                                                   |                  |
|                  |                                                           |                  |                                                                                                   |                  |

| 4 mai | Red Wings de Détroit | 1-3 (0-2, 0-1, 1-0) | Blackhawks de Chicago |  |

| Feuille de match | Feuille de match                                      | Feuille de match | Feuille de match                                                                                              | Feuille de match |
| ---------------- | ----------------------------------------------------- | ---------------- | --- | ---------------- |
|                  | - S. Yzerman (N. Lidström - S. Fiodorov) — 44 min 8 s | 0-1 0-2 0-3 1-3  | J. Roenick (J. Smith) — 1 min 7 s G. Gilbert (B. Noonan) — 14 min 13 s S. Larmer (J. Roenick) — 29 min 22 s - |                  |
| Tim Cheveldae    | Gardiens                                              | Ed Belfour       | |                  |
|                  |                                                       |                  | |                  |
|                  |                                                       |                  | |                  |

| 6 mai | Blackhawks de Chicago | 5-4 (2-0, 2-2, 1-2) | Red Wings de Détroit |  |

| Feuille de match | Feuille de match | Feuille de match                    | Feuille de match | Feuille de match |
| ---------------- | --- | ----------------------------------- | --- | ---------------- |
|                  | J. Roenick — 8 min 1 s D. Graham (C. Chelios) — 8 min 31 s - C. Chelios (M. Peluso, J. Roenick) — 35 min 31 s S. Larmer (J. Smith, C. Chelios) — 37 min 14 s - D. Graham (M. Hudson, I. Kravtchouk) — 55 min 13 s | 1-0 2-0 2-1 2-2 3-2 4-2 4-3 4-4 5-4 | - M. Sillinger (B. Probert, V. Konstantinov) — 28 min 14 s R. Sheppard (S. Yzerman, N. Lidström) — 34 min 29 s (SN) - G. Gallant (S. Yzerman) — 40 min 51 s R. Sheppard (J. Carson) — 42 min 9 s - |                  |
| Ed Belfour       | Gardiens | Tim Cheveldae                       | |                  |
|                  | |                                     | |                  |
|                  | |                                     | |                  |

| 8 mai | Blackhawks de Chicago | 1-0 (0-0, 0-0, 1-0) | Red Wings de Détroit |  |

| Feuille de match | Feuille de match | Feuille de match | Feuille de match                                | Feuille de match |
| ---------------- | ---------------- | ---------------- | ----------------------------------------------- | ---------------- |
|                  | -                | 1-0              | B. Sutter (G. Gilbert, D. Graham) — 58 min 26 s |                  |
| Ed Belfour       | Gardiens         | Tim Cheveldae    |                                                 |                  |
|                  |                  |                  |                                                 |                  |
|                  |                  |                  |                                                 |                  |

#### Vancouver contre Edmonton
| 3 mai | Canucks de Vancouver | 3-4 (1-0, 2-1, 1-1, 0-1) | Oilers d'Edmonton |  |

| Feuille de match | Feuille de match | Feuille de match            | Feuille de match | Feuille de match |
| ---------------- | --- | --------------------------- | --- | ---------------- |
|                  | G. Courtnall (R. Walter, R. Kron) — 14 min 33 s J. Sandlak (D. Lidster, P. Nedvěd) — 25 min 59 s (SN) - P. Boure (J. Sandlak, I. Larionov) — 52 min 45 s - - | 1-0 2-0 2-1 2-2 3-2 3-3 3-4 | - N. MacIver (J. Murphy, V. Damphousse) — 30 min 55 s B. Nicholls (G. Hawgood) — 35 min 28 s - V. Damphousse (J. Murphy, N. MacIver) — 54 min 55 s J. Murphy — 68 min 38 s |                  |
| Kirk McLean      | Gardiens | Bill Ranford                | |                  |
|                  | |                             | |                  |
|                  | |                             | |                  |

| 4 mai | Canucks de Vancouver | 4-0 (3-0, 1-0, 0-0) | Oilers d'Edmonton |  |

| Feuille de match | Feuille de match | Feuille de match                           | Feuille de match | Feuille de match |
| ---------------- | --- | ------------------------------------------ | ---------------- | ---------------- |
|                  | G. Courtnall (T. Linden, A. Plavsic) — 12 min 30 s I. Larionov (J. Sandlak, S. Momesso) — 14 min (SN) C. Ronning (G. Courtnall, T. Linden) — 17 min 43 s (SN) C. Ronning (A. Plavsic, G. Courtnall) — 22 min 34 s | 1-0 2-0 3-0 4-0                            | - -              |                  |
| Kirk McLean      | Gardiens | Bill Ranford (20 min) Ron Tugnutt (40 min) |                  |                  |
|                  | |                                            |                  |                  |
|                  | |                                            |                  |                  |

| 6 mai | Oilers d'Edmonton | 5-2 (1-0, 1-0, 3-2) | Canucks de Vancouver |  |

| Feuille de match | Feuille de match | Feuille de match            | Feuille de match                                                                                             | Feuille de match |
| ---------------- | --- | --------------------------- | --- | ---------------- |
|                  | C. Joseph (B. Nicholls, J. Murphy) — 15 min 33 s J. Murphy (E. Tikkanen) — 24 min 27 s (SN) - J. Murphy (V. Damphousse, C. Joseph) — 44 min 35 s J. Murphy (B. Nicholls, D. Manson) — 58 min 35 s (SN) - B. Glynn (A. Semionov) — 59 min 40 s (CV) | 1-0 2-0 2-1 3-1 4-1 4-2 5-2 | - C. Ronning (A. Plavsic, T. Linden) — 43 min 37 s br/>- - C. Ronning (D. Babych, S. Momesso) — 59 min 5 s - |                  |
| Bill Ranford     | Gardiens | Kirk McLean                 | |                  |
|                  | |                             | |                  |
|                  | |                             | |                  |

| 8 mai | Oilers d'Edmonton | 3-2 (2-1, 1-1, 0-0) | Canucks de Vancouver |  |

| Feuille de match | Feuille de match | Feuille de match    | Feuille de match                                                                                               | Feuille de match |
| ---------------- | --- | ------------------- | --- | ---------------- |
|                  | P. Klíma (C. Joseph) — 14 min 11 s - E. Tikkanen (K. Buchberger, K. Lowe) — 19 min 53 s - S. Mellanby (D. Manson, P. Klíma) — 39 min 4 s | 1-0 1-1 2-1 2-2 3-2 | - A. Plavsic (P. Boure, G. Courtnall) — 15 min 58 s - D. Babych (I. Larionov, S. Momesso) — 28 min 51 s (SN) - |                  |
| Bill Ranford     | Gardiens | Kirk McLean         | |                  |
|                  | |                     | |                  |
|                  | |                     | |                  |

| 10 mai | Canucks de Vancouver | 4-3 (2-0, 2-3, 0-0) | Oilers d'Edmonton |  |

| Feuille de match | Feuille de match | Feuille de match            | Feuille de match | Feuille de match |
| ---------------- | --- | --------------------------- | --- | ---------------- |
|                  | C. Ronning (T. Linden, G. Courtnall) — 4 min 40 s T. Linden (G. Courtnall, C. Ronning) — 13 min 34 s I. Larionov (D. Babych) — 20 min 49 s C. Ronning (J. Lumme, G. Courtnall) — 21 min 23 s - - | 1-0 2-0 3-0 4-0 4-1 4-2 4-3 | - J. Murphy (V. Damphousse, D. Manson) — 22 min 20 s (SN) D. Manson (B. Nicholls, J. Murphy) — 37 min 9 s (SN) M. Lamb (J. Murphy, C. Joseph) — 39 min 27 s |                  |
| Kirk McLean      | Gardiens | Bill Ranford                | |                  |
|                  | |                             | |                  |
|                  | |                             | |                  |

| 12 mai | Oilers d'Edmonton | 3-0 (2-0, 0-0, 1-0) | Canucks de Vancouver |  |

| Feuille de match | Feuille de match | Feuille de match | Feuille de match | Feuille de match |
| ---------------- | --- | ---------------- | ---------------- | ---------------- |
|                  | C. MacTavish — 8 min 58 s V. Damphousse (J. Murphy, K. Lowe) — 16 min 29 s E. Tikkanen (L. Richardson) — 58 min 58 s (CV) | 1-0 2-0 3-0      | - -              |                  |
| Bill Ranford     | Gardiens | Kirk McLean      |                  |                  |
|                  | |                  |                  |                  |
|                  | |                  |                  |                  |

## Finales d'association

### Pittsburgh contre Boston
Lemieux revient finalement au jeu pour participer à la série contre les Bruins et lors du quatrième match, il inscrit ce qui est souvent considéré comme un de ses dix plus beaux buts : sur une échappée, seul Raymond Bourque est là pour défendre et les deux joueurs patinent vers le but des Bruins. Lemieux passe alors le palet au milieu des patins de Bourque qui ne sait plus trop où celui-ci se trouve et, finalement, Lemieux inscrit le but à Andy Moog.
| 17 mai | Penguins de Pittsburgh | 4-3 (pr) (2-2, 0-1, 1-0, 1-0) | Bruins de Boston | Pittsburgh Civic Arena 16 164 spectateurs |

| Feuille de match | Feuille de match | Feuille de match            | Feuille de match | Feuille de match                           |
| ---------------- | --- | --------------------------- | --- | ------------------------------------------ |
|                  | B. Trottier (T. Barrasso) — 3 min 26 s - J. Callander (D. Michayluk) — 14 min 22 s - S. McEachern (R. Tocchet) — 52 min 27 s J. Jágr (K. Samuelsson) — 69 min 44 s | 1-0 1-1 1-2 2-2 2-3 3-3 4-3 | - B. Sweeney — 5 min 40 s (IN) T. Donato (P. Douris) — 13 min 35 s - G. Wesley (J. Juneau, A. Oates) — 39 min 16 s - - | Arbitrage : van Hellemond Bonney, Gauthier |
| Tom Barrasso     | Gardiens | Andy Moog                   | | Arbitrage : van Hellemond Bonney, Gauthier |
|                  | |                             | | Arbitrage : van Hellemond Bonney, Gauthier |
| 31               | Tirs | 41                          | | Arbitrage : van Hellemond Bonney, Gauthier |

| 19 mai | Penguins de Pittsburgh | 5-2 (2-1, 1-0, 3-1) | Bruins de Boston | Pittsburgh Civic Arena 16 164 spectateurs |

| Feuille de match | Feuille de match | Feuille de match            | Feuille de match                                                                      | Feuille de match                   |
| ---------------- | --- | --------------------------- | ------------------------------------------------------------------------------------- | ---------------------------------- |
|                  | - T. Loney (P. Stanton, J. Jágr) — 6 min 2 s J. Jágr (R. Francis, T. Loney) — 17 min 7 s R. Tocchet (M. Lemieux, K. Stevens) — 31 min 35 s (SN) - M. Lemieux (K. Stevens, L. Murphy) — 52 min 47 s (SN) M. Lemieux (J. Jágr, U. Samuelsson) — 59 min 59 s (SN) | 0-1 1-1 2-1 3-1 3-2 4-2 5-2 | G. Murray (A. Oates) — 59 s - A. Oates (T. Donato, R. Bourque) — 49 min 43 s (SN) - - | Arbitrage : Morel Bonney, Gauthier |
| Tom Barrasso     | Gardiens | Andy Moog                   |                                                                                       | Arbitrage : Morel Bonney, Gauthier |
|                  | |                             |                                                                                       | Arbitrage : Morel Bonney, Gauthier |
| 23               | Tirs | 20                          |                                                                                       | Arbitrage : Morel Bonney, Gauthier |

| 21 mai | Bruins de Boston | 1-5 (0-3, 0-1, 1-1) | Penguins de Pittsburgh | Boston Garden 14 448 spectateurs |

| Feuille de match | Feuille de match                                  | Feuille de match        | Feuille de match | Feuille de match                     |
| ---------------- | ------------------------------------------------- | ----------------------- | --- | ------------------------------------ |
|                  | - J. Juneau (G. Wesley, A. Oates) — 48 min 11 s - | 0-1 0-2 0-3 0-4 1-4 1-5 | K. Stevens (M. Lemieux, J. Jágr) — 9 min 8 s K. Stevens (R. Francis, R. Tocchet) — 12 min 42 s (SN) K. Stevens (M. Lemieux, R. Tocchet) — 15 min 3 s B. Trottier (J. Jágr, T. Loney) — 28 min 26 s - K. Stevens (M. Lemieux, J. Jágr) — 54 min 31 s | Arbitrage : Gregson Finn, Scapinello |
| Andy Moog        | Gardiens                                          | Tom Barrasso            | | Arbitrage : Gregson Finn, Scapinello |
|                  |                                                   |                         | | Arbitrage : Gregson Finn, Scapinello |
|                  |                                                   |                         | | Arbitrage : Gregson Finn, Scapinello |

| 23 mai | Bruins de Boston | 1-5 (0-2, 0-2, 1-1) | Penguins de Pittsburgh | Boston Garden 14 448 spectateurs |

| Feuille de match | Feuille de match                                    | Feuille de match        | Feuille de match | Feuille de match                      |
| ---------------- | --------------------------------------------------- | ----------------------- | --- | ------------------------------------- |
|                  | - S. Leach (B. Carpenter, A. Oates) — 45 min 53 s - | 0-1 0-2 0-3 0-4 1-4 1-5 | J. Jágr (P. Stanton) — 4 min 51 s M. Lemieux — 13 min 9 s (IN) P. Stanton (R. Francis, S. McEachern) — 25 min 27 s M. Lemieux (R. Tocchet) — 33 min 58 s - D. Michayluk (J. Callander, J. Hrdina) — 59 min 49 s | Arbitrage : Koharski Finn, Scapinello |
| Andy Moog        | Gardiens                                            | Tom Barrasso            | | Arbitrage : Koharski Finn, Scapinello |
|                  |                                                     |                         | | Arbitrage : Koharski Finn, Scapinello |
|                  |                                                     |                         | | Arbitrage : Koharski Finn, Scapinello |

### Chicago contre Edmonton
| 16 mai | Blackhawks de Chicago | 8-2 (2-2, 3-0, 3-0) | Oilers d'Edmonton |  |

| Feuille de match | Feuille de match | Feuille de match                        | Feuille de match                                                                                           | Feuille de match |
| ---------------- | --- | --------------------------------------- | --- | ---------------- |
|                  | S. Larmer (J. Roenick, S. Matteau) — 47 s - J. Roenick (D. Graham) — 16 min 57 s - M. Peluso (R. Brown) — 22 min 51 s J. Roenick (S. Larmer, J. Smith) — 23 min 20 s J. Smith (C. Chelios, B. Sutter) — 24 min 17 s (SN) M. Goulet (S. Larmer, J. Roenick) — 44 min 37 s I. Kravtchouk — 48 min 24 s S. Larmer (C. Russell, M. Goulet) — 52 min 32 s | 1-0 1-1 2-1 2-2 3-2 4-2 5-2 6-2 7-2 8-2 | - D. Manson (J. Murphy, V. Damphousse) — 4 min 5 s - C. MacTavish (K. Lowe, E. Tikkanen) — 17 min 24 s - - |                  |
| Ed Belfour       | Gardiens | Bill Ranford                            | |                  |
|                  | |                                         | |                  |
|                  | |                                         | |                  |

| 18 mai | Blackhawks de Chicago | 4-2 (1-2, 0-0, 3-0) | Oilers d'Edmonton |  |

| Feuille de match | Feuille de match | Feuille de match        | Feuille de match                                                                                             | Feuille de match |
| ---------------- | --- | ----------------------- | --- | ---------------- |
|                  | - S. Larmer (B. Noonan, J. Roenick) — 16 min 35 s (SN) S. Larmer (M. Goulet, C. Chelios) — 45 min 59 s M. Goulet (S. Larmer, C. Chelios) — 56 min 19 s S. Larmer (C. Chelios, J. Smith) — 57 min 4 s | 0-1 0-2 1-2 2-2 3-2 4-2 | A. Semionov (M. Gélinas, D. Manson) — 8 min 4 s B. Nicholls (V. Damphousse, K. Buchberger) — 11 min 30 s - - |                  |
| Ed Belfour       | Gardiens | Bill Ranford            | |                  |
|                  | |                         | |                  |
|                  | |                         | |                  |

| 20 mai | Oilers d'Edmonton | 3-4 (2-0, 0-3, 1-0, 0-1) | Blackhawks de Chicago |  |

| Feuille de match | Feuille de match | Feuille de match            | Feuille de match | Feuille de match |
| ---------------- | --- | --------------------------- | --- | ---------------- |
|                  | B. Nicholls (J. Murphy, L. Richardson) — 2 min 8 s C. MacTavish (M. Lamb, K. Buchberger) — 13 min - B. Glynn — 47 min 13 s - | 1-0 2-0 2-1 2-2 2-3 3-3 3-4 | - B. Noonan (J. Roenick, R. Brown) — 26 min 36 s (SN) R. Brown (M. Goulet, B. Noonan) — 33 min 31 s (SN) C. Chelios — 38 min 49 s - J. Roenick (C. Chelios, M. Goulet) — 62 min 45 s |                  |
| Bill Ranford     | Gardiens | Ed Belfour                  | |                  |
|                  | |                             | |                  |
|                  | |                             | |                  |

|  | Oilers d'Edmonton | 1-5 (0-1, 0-4, 1-0) | Blackhawks de Chicago |  |

| Feuille de match | Feuille de match                                          | Feuille de match        | Feuille de match | Feuille de match |
| ---------------- | --------------------------------------------------------- | ----------------------- | --- | ---------------- |
|                  | - K. Buchberger (M. Gélinas, L. Richardson) — 41 min 23 s | 0-1 0-2 0-3 0-4 0-5 1-5 | R. Brown (J. Smith, C. Chelios) — 9 min 35 s J. Roenick (I. Kravtchouk, S. Larmer) — 24 min 59 s (SN) B. Noonan (R. Brown, B. Sutter) — 27 min 35 s (SN) M. Hudson (I. Kravtchouk, D. Graham) — 28 min 46 s B. Noonan (R. Brown) — 30 min 37 s - |                  |
| Bill Ranford     | Gardiens                                                  | Ed Belfour              | |                  |
|                  |                                                           |                         | |                  |
|                  |                                                           |                         | |                  |

## Finale de la Coupe Stanley
Pour la finale de la Coupe Stanley, les Penguins rencontrent les Blackhawks de Chicago. Lors du premier match, Lemieux inscrit le but de la victoire alors qu’il ne reste qu’une poignée de seconde de jeu. Les Penguins jouent alors en supériorité numérique à la suite d'une pénalité sifflée sur Steve Smith, ce dernier ayant accroché Lemieux qui partait au but juste avant. Ron Francis remporte l’engagement qui suit, fait une passe en arrière à Murphy qui tire immédiatement sur Ed Belfour. Celui-ci ne peut contrôler le palet, le rebond est pour Lemieux qui a les buts vides devant lui pour la victoire sur le fil de son équipe,.
Au cours du deuxième match de la série, Jeremy Roenick se blesse au pouce par un coup de crosse de Kevin Stevens puis de Rick Tocchet plus tard dans le match. Chicago perd ce match sur la marque de 3 buts à 1. Pour la première fois depuis la finale de finale de 1988, la Coupe Stanley est remportée sans aucune victoire pour l'équipe battue. Les Penguins remportent leur deuxième Coupe en deux ans. Lemieux remporte pour la deuxième année consécutive le trophée Conn-Smythe en tant que meilleur joueur des séries ; il déclare alors que pour lui, il ne mérite pas cet honneur en ayant manqué six rencontres, le gardien de l'équipe, Tom Barrasso aurait dû recevoir le trophée à sa place.
| 26 mai | Penguins de Pittsburgh | 5-4 (1-3, 2-1, 2-0) | Blackhawks de Chicago | Pittsburgh Civic Arena 16 164 spectateurs |

| Feuille de match, | Feuille de match, | Feuille de match,                   | Feuille de match, | Feuille de match,                           |
| ----------------- | --- | ----------------------------------- | --- | ------------------------------------------- |
|                   | - R. Bourque (R. Tocchet, B. Trottier) — 17 min 26 s - R. Tocchet (P. Stanton, S. McEachern) — 35 min 24 s M. Lemieux (K. Stevens) — 36 min 23 s J. Jágr — 55 min 5 s M. Lemieux (R. Francis, L. Murphy) — 59 min 47 s (SN) | 0-1 0-2 0-3 1-3 1-4 2-4 3-4 4-4 5-4 | C. Chelios (B. Sutter) — 6 min 34 s M. Goulet — 13 min 17 s D. Graham (C. Chelios) — 13 min 43 s - B. Sutter (S. Larmer, C. Chelios) — 31 min 36 s - - | Arbitrage : van Hellemond Collins, Gauthier |
| Tom Barrasso      | Gardiens | Ed Belfour                          | | Arbitrage : van Hellemond Collins, Gauthier |
|                   | |                                     | | Arbitrage : van Hellemond Collins, Gauthier |
|                   | |                                     | | Arbitrage : van Hellemond Collins, Gauthier |

| 28 mai | Penguins de Pittsburgh | 3-1 (1-0, 2-1, 0-0) | Blackhawks de Chicago | Pittsburgh Civic Arena 16 164 spectateurs |

| Feuille de match, | Feuille de match, | Feuille de match, | Feuille de match,                                      | Feuille de match,                    |
| ----------------- | --- | ----------------- | ------------------------------------------------------ | ------------------------------------ |
|                   | B. Errey (J. Paek) — 9 min 52 s - M. Lemieux (R. Tocchet) — 32 min 55 s (SN) M. Lemieux (R. Tocchet, K. Samuelsson) — 35 min 23 s | 1-0 1-1 2-1 3-1   | - B. Marchment (B. Noonan, G. Gilbert) — 30 min 24 s - | Arbitrage : Gregson Knox, Scapinello |
| Tom Barrasso      | Gardiens | Ed Belfour        |                                                        | Arbitrage : Gregson Knox, Scapinello |
|                   | |                   |                                                        | Arbitrage : Gregson Knox, Scapinello |
|                   | |                   |                                                        | Arbitrage : Gregson Knox, Scapinello |

| 30 mai | Blackhawks de Chicago | 0-1 (0-1, 0-0, 0-0) | Penguins de Pittsburgh | Chicago Stadium 18 472 spectateurs |

| Feuille de match, | Feuille de match, | Feuille de match, | Feuille de match,                              | Feuille de match,                      |
| ----------------- | ----------------- | ----------------- | ---------------------------------------------- | -------------------------------------- |
|                   | -                 | 0-1               | K. Stevens (J. Paek, R. Tocchet) — 15 min 26 s | Arbitrage : Koharski Collins, Gauthier |
| Ed Belfour        | Gardiens          | Tom Barrasso      |                                                | Arbitrage : Koharski Collins, Gauthier |
|                   |                   |                   |                                                | Arbitrage : Koharski Collins, Gauthier |
|                   |                   |                   |                                                | Arbitrage : Koharski Collins, Gauthier |

| 1er juin | Blackhawks de Chicago | 5-6 (2-3, 1-1, 1-2) | Penguins de Pittsburgh | Chicago Stadium 18 472 spectateurs |

| Feuille de match                                    | Feuille de match | Feuille de match                            | Feuille de match | Feuille de match                           |
| --------------------------------------------------- | --- | ------------------------------------------- | --- | ------------------------------------------ |
|                                                     | - D. Graham (S. Matteau, C. Chelios) — 6 min 21 s - D. Graham (C. Chelios) — 6 min 51 s - D. Graham (B. Noonan, J. Lemieux) — 16 min 18 s - J. Roenick (B. Noonan, G. Gilbert) — 35 min 40 s - J. Roenick (S. Grimson, R. Buskas) — 51 min 18 s | 0-1 1-1 1-2 2-2 2-3 3-3 3-4 4-4 4-5 4-6 5-6 | J. Jágr (T. Loney) — 1 min 37 s - K. Stevens (M. Lemieux, R. Tocchet) — 6 min 33 s - M. Lemieux (L. Murphy, K. Stevens) — 10 min 13 s - R. Tocchet (K. Stevens) — 20 min 58 s - L. Murphy (R. Tocchet) — 44 min 51 s R. Francis (S. McEachern, J. Paek) — 47 min 59 s - | Arbitrage : van Hellemond Knox, Scapinello |
| Ed Belfour (6 min 33 s) Dominik Hašek (53 min 27 s) | Gardiens | Tom Barrasso                                | | Arbitrage : van Hellemond Knox, Scapinello |
|                                                     | |                                             | | Arbitrage : van Hellemond Knox, Scapinello |
|                                                     | |                                             | | Arbitrage : van Hellemond Knox, Scapinello |

## Noms inscrits sur la Coupe Stanley
La Ligue nationale de hockey autorise chaque équipe championne de la Coupe Stanley à inscrire un total de 52 personnes comprenant joueurs et dirigeants. Les membres des Penguins inscrits sur la coupe sont les suivants, :
- Dirigeants
  - Morris Belzberg (propriétaire)
  - Howard Baldwin (propriétaire et président)
  - Thomas Ruta (propriétaire)
  - Donn Patton (vice président)
  - Paul Martha (vice président)
  - Craig Patrick (vice président et directeur généréal)
  - Bob Johnson (entraîneur)
  - Scotty Bowman (entraîneur en chef et directeur du développement des joueurs et du recrutement)
  - Barry Smith (assistant-entraîneur)
  - Rick Kehoe (assistant-entraîneur)
  - Pierre McGuire (assistant-entraîneur)
  - Gilles Meloche (assistant-entraîneur)
  - Rick Patterson (assistant-entraîneur)
  - Steve Latin (responsable des équipements)
  - Skip Thayer (recruteur)
  - John Welday (recruteur)
  - Greg Malone (recruteur)
  - Les Binkley (recruteur)
  - Charlie Hodge (recruteur)
  - John Gill (recruteur)
  - Ralph Cox (recruteur)
- Joueurs
  - Mario Lemieux
  - Ron Francis
  - Bryan Trottier
  - Kevin Stevens
  - Bob Errey
  - Phil Bourque
  - Troy Loney
  - Rick Tocchet
  - Joe Mullen
  - Jaromir Jagr
  - Jiri Hrdina
  - Shawn McEachern
  - Ulf Samuellsson
  - Kjell Samuelsson
  - Larry Murphy
  - Gord Roberts
  - Jim Paek
  - Paul Stanton
  - Tom Barrasso
  - Ken Wregget
  - Jay Caufield
  - Jamie Leach
  - Wendell Young
  - Grant Jennings
  - Peter Taglianetti
  - Jock Callander
  - Dave Michayluk
  - Mike Needham
  - Jeff Chychrun
  - Ken Priestlay
  - Jeff Daniels